# Mucjusz María Wiaux

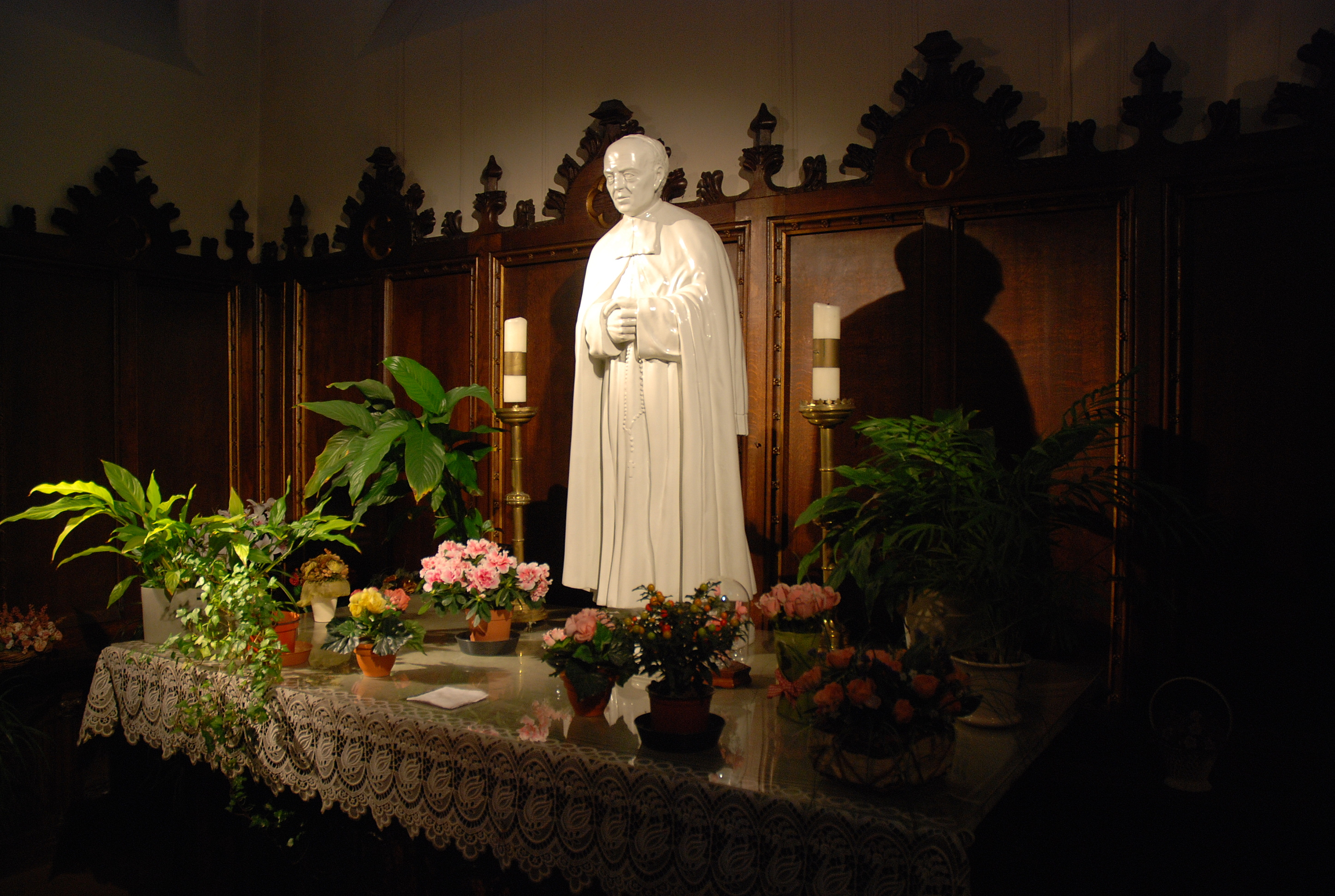
Św. Mucjan Maria Wiaux w belgijskim kościele w Aarsele.

Mucjusz María Wiaux FSC, również Mucjan Maria Wiaux, właśc. Alojzy Józef Wiaux (ur. 20 marca 1841 w Mellet w Belgii, zm. 30 stycznia 1917 w Malonne) – pierwszy belgijski święty Kościoła katolickiego, lasalianin (brat szkolny), apostoł Ave Maria.
Na chrzcie otrzymał imię Alojzy. Do wspólnoty zakonnej u braci szkolnych wstąpił ok. 1856 i przyjął imiona Mucjusz María. Pracował jako wychowawca młodzieży, katecheta i nauczyciel muzyki, pełnił funkcję dzwonnika w Malonne.
Zapamiętany został z czci, jaką darzył Matkę Bożą. Przez sześćdziesiąt lat w każdą sobotę odmawiał litanię loretańską, dzięki czemu zyskał przydomek apostoła Ave Maria. Zawsze widywano go modlącego się z różańcem.
Jego grób stał się zaraz po śmierci miejscem pielgrzymek i jest nim do czasów współczesnych.
Brat Mucjan María Wiaux beatyfikowany został 30 października 1977 r. przez papieża Pawła VI, a kanonizowany przez Jana Pawła II w dniu 10 grudnia 1989 roku.
Dniem, w którym wspominany jest w Kościele katolickim jest dzienna rocznica śmierci 30 stycznia.